# Endeavour Morse
Endeavour Morse är en litterär figur i serien av deckarromaner skrivna av den brittiska författaren Colin Dexter mellan 1975 och 1999. Morse beskrivs i böckerna som en ledande kriminalpolis (CID) vid Thames Valley Police i Oxford, England. Morse är relativt sympatisk, trots att han är tystlåten och aningen snobbig, med en Jaguar (en Lancia i tidiga romaner), en törst efter engelsk real ale och whisky samt en förkärlek för klassisk musik (speciellt opera och Wagner), poesi, konst, klassiska bilar och kryptiska korsord. Han får ofta hjälp med sina fall av inspektör Robert ”Robbie” Lewis. Morses partnerskap och vänskap med Lewis är en grundläggande aspekt i serien.

## Böckerna om Morse
Serien med böcker om Morse inleddes 1975, och omfattar tretton romaner och ett antal noveller. Böckernas Morse skiljer sig något från TV-seriens Morse. I böckerna lider Morse mer av gubbsjuka och går på porrklubbar, något som är helt borttaget ur TV-serien. Å andra sidan är böckernas Morse än mer av en akademiker där avancerade korsord spelar en stor roll, hans förakt för språkliga fel genomsyrar berättelserna. Han klagar ofta på sina medarbetares grammatik. Lärdom är a och o för Morse. Kärleken till korsord är något kommissarie Morse använder sig av i yrket, genom att dechiffrera mordgåtorna och böckernas mördare har ofta namn efter vinnare av dagstidningen The Observers korsord.
Morse var hård i arbetet och sarkastisk mot sin assistent Lewis. Han grep ofta fel person, men endast för att till slut finna den rätta.

## TV-serier
- Kommissarie Morse, med John Thaw som Morse 1987-2000
- Endeavour, med Shaun Evans i rollen som Morse 2012-[1][2]

## Teater
Kommissarie Morse teaterpjäs hade urpremiär 2010, skriven av Alma Cullen. Colin Baker spelade Morse. Pjäsen turnerande runt Storbritannien.

## Radio
Boken "Sista bussen till Woodstock" blev radiopjäs på BBC Radio 4. Sändes i juni 1985. Andrew Burt spelade Morse och Christopher Douglas spelade Lewis.
Böckerna "Kvinnan i kanalen" (sändes 23 mars 1992), "Flicka försvunnen" (sändes 28 maj 1994) och "Nicholas Quinns tysta värld" (sändes 10 februari 1996) blev radiopjäs på BBC Radio 4 under 1990-talet. John Shrapnel spelade Morse och Robert Glenister som Lewis.

## Fotnoter
1. ↑  Inspector Morse set for TV comeback as young man, Oxford Mail, 4 May 2011
2. ↑  Inspector Morse is an enigma – let's keep him that way, The Telegraph, 5 August 2011
3. ↑  ”What's on Stage”. Arkiverad från originalet den 13 oktober 2012. https://web.archive.org/web/20121013175030/http://www.whatsonstage.com/news/theatre/london/E8831273054191/Inspector%2BMorse%2BHas%2BStage%2BDebut%2Bwith%2BColin%2BBaker.html.